# Mathew Ryan
Mathew David Ryan (Sídney, 8 de abril de 1992) es un futbolista australiano. Juega como portero y se encuentra sin equipo.

## Trayectoria

### Inicios
Nació en Plumpton, un barrio de Sídney (Nueva Gales del Sur), y asistió al Westfields Sports High School. Empezó a practicar fútbol en las categorías inferiores de Marconi Stallions F. C., de las que paso a las de Blacktown City y Central Coast Mariners, antes de debutar finalmente en 2010 en el Blacktown City, cedido por los Mariners.

### Central Coast Mariners
Jugó en los equipos juveniles del Central Coast Mariners en la temporada 2009-10 y, después algunas convocatorias para jugar en el primer equipo, firmó un contrato de tres años con el primer equipo. Fue el portero suplente, con la intención de aprender del experimentado portero Jess Vanstrattan, pero fue elegido portero titular debido a una lesión de Jess. 
En su temporada debut, batió el récord de mantener la portería a cero durante doce partidos, lo que hizo que recibiera varios elogios debido a su alto nivel a su edad. La culminación fue en la temporada 2010-11, cuando recibió el premio NAB al mejor jugador del mes de diciembre de 2010. También ganó la medalla Joe Marston en la tanda de penaltis de la final de la A-League ante el Brisbane Roar.

### Club Brujas

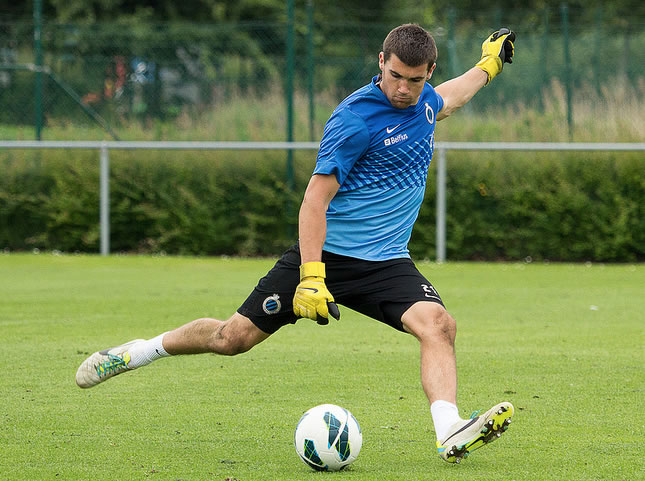
Entrenando con el Club Brujas

En verano de 2013, con veintiún años, es contratado por el Club Brujas de la primera división de Bélgica. En diciembre se convirtió en el héroe en un partido ante el K. A. A. Gante al parar un penalti y se le ofreció una mejora y ampliación de su contrato. A final de temporada, había jugado un total de cuarenta y cuatro partidos oficiales. Y fue votado como el mejor portero de la liga, y su club tercer clasificado. 
Despertó el interés de clubes de primer nivel como el Real Madrid, pero continuó en el Brujas, siendo subcampeón en la siguiente temporada y jugando cincuenta y ocho partidos oficiales, de los cuales catorce fueron en la Liga Europa, donde el equipo llegó hasta los cuartos de final. En el mercado de invierno, sonó para el Liverpool F. C. y para más clubes de la Premier League.

### Valencia C. F.
En julio de 2015, con solo veintitrés años, el Club Brujas anunció la marcha de Ryan al Valencia Club de Fútbol de la liga española a cambio de siete millones de euros (el segundo traspaso más caro en la historia de un futbolista australiano tras el de Mark Viduka y empatado con el de Mark Bresciano). El club valenciano apostó fuerte por Ryan tras la grave lesión de su portero titular, el brasileño Diego Alves, y por ello se convirtió en el fichaje más caro de un portero en la historia del club. Debutó en partido oficial el 19 de agosto en Mestalla en la ida de la fase previa de la Liga de Campeones frente al Mónaco, con victoria 3-1, haciendo además dos decisivas intervenciones que habrían puesto en grave peligro la clasificación del equipo. También disputó el partido de vuelta y las dos primeras jornadas de la liga, pero en la segunda de ellas terminó el encuentro con una lesión en la rodilla derecha que le obligó a pasar por el quirófano el 31 de agosto.
Tras casi tres meses de recuperación, volvió a las convocatorias con el equipo a finales de noviembre, pero con Jaume Doménech como portero titular indiscutible. Aun así fue titular por sorpresa en la 13.ª jornada en el Sánchez Pizjuán contra el Sevilla en el último partido dirigido por el técnico Nuno. Regresó a la suplencia, aunque era el portero elegido para disputar la Copa, y tras unos leves errores de Jaume en la 19.ª jornada en Anoeta volvió a la titularidad cuatro jornadas seguidas con el técnico Gary Neville. Finalmente, con Diego Alves ya recuperado de su grave lesión, Ryan pasó a la suplencia.
En verano de 2016 se barajaba la posibilidad de que el club traspasara a Diego Alves y se quedara con Ryan y Jaume en la portería del equipo, por este motivo el australiano empezó la temporada 2016-17 como titular durante la pretemporada y en las dos primeras jornadas, pero tras el cierre del mercado de fichajes Diego Alves permanecía en la plantilla y pasó a ser el portero titular de Pako Ayestarán. Fue nominado al premio LaLiga World Player 15/16 en la Gala de los Premios LaLiga. El nuevo técnico Cesare Prandelli mantuvo a Alves como titular en liga y optó por Jaume como portero titular para disputar la Copa, lo cual hizo a Ryan plantearse su futuro al no disponer de minutos. En diciembre fue operado con éxito de un fibroma y, ya recuperado, en los últimos días del mercado de invierno, al ver que Voro seguía la misma tónica que los anteriores técnicos, se decidió su cesión a otro club hasta final de temporada.

### K. R. C. Genk
El 30 de enero de 2017, llegó en calidad de cedido sin opción de compra hasta final de temporada al K. R. C. Genk. Se hizo de inmediato con el puesto de titular, jugando su primer partido el 31 de enero en el partido correspondiente a la Copa de Bélgica en el que su equipo perdió por 1-0 ante el K. V. Oostende. Ryan fue partícipe de un buen final de temporada de su equipo, en el que consiguieron llegar a los cuartos de final de la Liga Europa y a los play-offs por el título de liga. 

### Estancia en Inglaterra
El 16 de junio de 2017 se anunció que Ryan firmaba con el recientemente ascendido club de la Premier League, el Brighton & Hove Albion por un contrato de 5 años, abandonando definitivamente el Valencia y convirtiéndose en ese momento en el fichaje más caro del club inglés de su historia. Su debut se produjo el 12 de agosto contra el Manchester City en una derrota por 2-0. El 9 de septiembre, fue el titular en la primera victoria que consiguió su equipo de la temporada ante el West Brom. Ryan disputó todos los minutos en competición doméstica, manteniendo 10 veces su puerta a 0, incluyendo una victoria por 1-0 en casa ante el Manchester United el 4 de mayo de 2018, con la que se certificó la permanencia de su equipo. 
Las dos siguientes temporadas, se volvió a mantener como el portero titular del equipo, logrando la permanencia en sendas ocasiones. 
En diciembre de 2020, perdió la titularidad ante el español Robert Sánchez, por lo cual su entrenador Graham Potter le advirtió de lo que mejor era buscarse una salida en el mercado invernal. 
El 22 de enero de 2021, fue finalmente cedido hasta final de temporada al Arsenal F. C. El 6 de febrero, hizo su debut cubriendo al sancionado Bernd Leno en la derrota por 1-0 ante el Aston Villa. Ryan mantuvo su primera portería a cero con los gunners en su primera victoria con la camiseta del Arsenal a domicilio por 0-2 en Newcastle el 2 de mayo. Jugó únicamente tres partidos en su estancia en el equipo londinense. 

### Real Sociedad
El 12 de julio de 2021 se confirmó su regreso a España, en este caso a la Real Sociedad, para competir por el puesto de titular con Álex Remiro. Debutó el 23 de septiembre con su nuevo club en una victoria a domicilio por 2-3 ante el Granada C. F. en el Estadio Nuevo Los Cármenes.
El 9 de agosto de 2022 abandonó la Real Sociedad tras haber llegado a un acuerdo para su traspaso con el F. C. Copenhague. En este equipo estuvo hasta el siguiente mes de enero, momento en el que se fue al AZ Alkmaar.
El 17 de julio de 2024 fichó por la A. S. Roma. Estuvo media temporada, en la que jugó un único partido de la Copa Italia, y el 21 de enero fue traspasado al R. C. Lens. Allí completó la campaña y al final de la misma quedó libre al expirar su contrato.

## Selección nacional
Después de ser internacional con las selecciones sub-20 y sub-23, debutó con la selección australiana el 5 de diciembre de 2012 en un partido amistoso contra Corea del Norte en Hong Kong, siendo jugador del Central Coast Mariners australiano.
Desde octubre de 2013, ya como jugador del Club Brujas belga y con veintiún años de edad, pasó a ser el portero titular de casi todos los encuentros de la selección australiana. Debutó en partido oficial en el Mundial 2014, siendo el portero en los tres encuentros de la fase de grupos: frente a Chile, los Países Bajos y España. 
Siguió como portero titular y se proclamó con su selección campeón de la Copa Asiática 2015, jugando todos los minutos y ganando en la final en la prórroga a Corea del Sur, encajando solo tres goles en todo el torneo y siendo premiado como el mejor portero del campeonato.
Tras su fichaje por el Valencia C. F. en 2015, y superar su lesión, continuó siendo el portero titular de su selección durante la fase de clasificación para el Mundial 2018. En mayo de 2018, fue incluido en el equipo de 23 de Australia para la Copa del Mundo de 2018 en Rusia, en la que fue el portero titular, cayendo Australia en la fase de grupos sin ganar partido alguno. 
El 15 de octubre de 2019, fue el capitán de Australia por primera vez, convirtiéndose en el jugador número 62 en capitanear a Australia en una victoria por 7-1 sobre China Taipéi. Durante este partido, Ryan también se convirtió en el segundo portero de Australia con más partidos internacionales con cincuenta y ocho partidos, superando a Zeljko Kalac.
En junio de 2025 se convirtió en el tercer jugador en alcanzar las cien internacionalidades con Australia.

### Participaciones en Copas del Mundo
| Mundial                        | Sede   | Resultado        |
| ------------------------------ | ------ | ---------------- |
| Copa Mundial de Fútbol de 2014 | Brasil | Fase de grupos   |
| Copa Mundial de Fútbol de 2018 | Rusia  | Fase de grupos   |
| Copa Mundial de Fútbol de 2022 | Catar  | Octavos de final |

## Clubes
Actualizado al último partido disputado el 20 de mayo de 2025.
| Club                         | País         | Año       | Partidos | Goles encajados |
| ---------------------------- | ------------ | --------- | -------- | --------------- |
| Blacktown City F. C.         | Australia    | 2010      | 11       |                 |
| Central Coast Mariners F. C. | Australia    | 2010-2013 | 94       | 99              |
| Club Brujas                  | Bélgica      | 2013-2015 | 102      | 98              |
| Valencia C. F.               | España       | 2015-2017 | 23       | 28              |
| → K. R. C. Genk (cedido)     | Bélgica      | 2017      | 24       | 20              |
| Brighton & Hove Albion F. C. | Inglaterra   | 2017-2021 | 122      | 185             |
| → Arsenal F. C. (cedido)     | Inglaterra   | 2021      | 2        | 1               |
| Real Sociedad                | España       | 2021-2022 | 10       | 14              |
| F. C. Copenhague             | Dinamarca    | 2022-2023 | 12       | 12              |
| AZ Alkmaar                   | Países Bajos | 2023-2024 | 65       | 72              |
| A. S. Roma                   | Italia       | 2024-2025 | 1        | 1               |
| R. C. Lens                   | Francia      | 2025      | 15       | 17              |

## Palmarés

### Campeonatos nacionales
| Título          | Club                   | País      | Año  |
| --------------- | ---------------------- | --------- | ---- |
| A-League        | Central Coast Mariners | Australia | 2012 |
| A-League        | Central Coast Mariners | Australia | 2013 |
| Copa de Bélgica | Club Brujas            | Bélgica   | 2015 |

### Campeonatos internacionales
| Título        | Club (*)  | País      | Año  |
| ------------- | --------- | --------- | ---- |
| Copa Asiática | Australia | Australia | 2015 |

(*) Incluyendo la selección.

### Distinciones individuales
| Distinción                                       | Año         |
| ------------------------------------------------ | ----------- |
| Mejor jugador joven de la A-League               | 2011 y 2012 |
| Medalla Joe Marston                              | 2011        |
| Mejor portero de la A-League                     | 2012        |
| Mejor jugador masculino sub-20 por la FFA        | 2011 y 2012 |
| Medalla Harry Kewell por la PFA                  | 2012 y 2014 |
| Equipo de la temporada de la A-League por la PFA | 2012        |
| Medalla Mariners                                 | 2012        |
| Mejor portero de la primera división de Bélgica  | 2014 y 2015 |